# Ја, Клаудије (ТВ серија)
Ја, Клаудије (енгл. I, Claudius) је британска историјско-драмска телевизијска серија заснована на романима Ја, Клаудије и Клаудије бог аутора Роберта Грејвса. Насловну улогу тумачи Дерек Џејкоби, док су у споредним улогама, између осталих, нашли Шан Филипс, Брајан Блесид, Џорџ Бејкер, Маргарет Тајзак, Џон Херт, Патриша Квин, Ијан Огилви, Кевин Макнали, Патрик Стјуарт и Џон Рис Дејвис. Серија покрива рану историју Римског царства, испричану из перспективе остарелог цара Клаудија, који је уједно и приповедач.
Премијерно је емитована од 20. септембра до 6. децембра 1976. на каналу BBC2. У Југославији ју је крајем 1970-их емитовала Радио-телевизија Загреб, а крајем 1980-их Радио-телевизија Београд. Иако је током премијерног приказивања наишла на негативне реакције критичара, временом се пријем серије знатно поправио, а Британски филмски институт ју је 2000. године сместио на 12. место листе „100 најбољих британских телевизијских програма”.

## Радња
Ја, Клаудије прати историју раног Римског царства, испричану из угла остарелог римског цара Клаудија, од 24. године пре нове ере до његове смрти 54. године нове ере. Серија почиње са Августом, првим римским царем, који покушава да пронађе наследника, док његова супруга Ливија кује завере како би довела свог сина Тиберија на ту позицију. Као врсна тровачица, Ливија се служи прикривеним убиствима и издајама супарника како би постигла своје циљеве, почевши са смрћу Марцела 22. године п. н. е. Завере, издаје и убиства настављају се деценијама, током владавине Тиберија, политичких интрига Сејана, његовог префекта Преторијанске гарде, и изопачене владавине лудог цара Калигуле, што коначно доводи до случајног доласка на власт његовог стрица Клаудија. Клаудијева просвећена владавина бива нарушена издајама његове прељубничке супруге Месалине и његовог пријатеља из детињства Ирода Агрипе. На крају, Клаудије прихвата неизбежност сопственог убиства и пристаје да се ожени својом прорачунатом нећаком Агрипином Млађом, чиме отвара пут за успон свог помахниталог пасторака Нерона, чија катастрофална владавина, како се Клаудије узалудно нада, треба да доведе до обнове Римске републике.

## Улоге
- Дерек Џејкоби као Клаудије
  - Ешли Најт као млади Клаудије
- Шан Филипс као Ливија
- Џорџ Бејкер као Тиберије
- Џон Херт као Калигула
  - Роберт Морган као млади Калигула
- Брајан Блесид као Август
- Патрик Стјуарт као Сејан
- Маргарет Тајзак као Антонија
  - Аманда Кирби као млада Антонија
- Патриша Квин као Ливила
  - Кетрин Ливи као млада Ливила
- Џон Пол као Марко Агрипа
- Шила Вајт као Месалина
- Кристофер Бигинс као Нерон
- Ијан Огилви као Друз Старији
- Дејвид Роб као Германик
  - Гари Лок као млади Германик
- Џон Касл као Постум
  - Алистер Кер као млади Постум
- Фиона Вокер као Агрипина
  - Дајана Хачинсон као млада Агрипина
- Франсес Вајт као Јулија
- Џејмс Фолкнер као Ирод Агрипа
  - Мајкл Клементс као млади Ирод
- Кевин Макнали као Кастор
- Џон Рис Дејвис као Макрон
- Кристофер Гард као Марцел
- Стратфорд Џонс као Гнеј Калпурније Пизон
- Бернард Хептон као Палас
- Џон Кејтер као Нарцис
- Барбара Јанг као Агрипинила
- Бет Морис као Друзила
- Сајмон Макоркиндејл као Луције Цезар
  - Расел Луис као млади Луције
- Шила Раскин као Випсанија Агрипина
- Анџела Морант као Октавија
- Грејам Сид као Британик
- Џо Роуботом као Калпурнија
- Линдон Брук као Апије Јуније Силан
- Сем Дастор као Касије Хереја
- Кевин Стоуни као Трасил из Мендеса
- Фреда Доуи као Цезонија и Сибила
- Ајрин Хамилтон као Мунација Планцина
- Даријен Анганди као Гај Плауције Силан
- Питер Боулз као Каратак
- Норман Ешли као Марко Виниције
- Џон Бенет као Гај Стертиније Ксенофон
- Петси Берн као Мартина
- Даглас Мелбурн као Гемел
- Карин Фоли као Хелена
- Ерл Роудс као Гај Цезар
- Ричард Хантер као Друз Цезар
- Шерил Џонсон као Клаудија Октавија
- Изабел Дин као Лолија
- Лијен Аукин као Елија Петина
- Мојра Редмонд као Домиција Лепида Млађа
- Бернард Хил као Грат
- Николас Амер као Мнестер
- Рену Сетна као Антоније Муса
- Џенифер Крокстон као Плауција Ургуланила
- Чарлс Кеј као Гај Азиније Гал
- Доналд Еклс као Гај Азиније Полион
- Денис Кери као Ливије
- Норман Шели као Хорације
- Карлтон Хобс као Аристарх
- Гај Сајнер као Пилад
- Едвард Џусбери као Тит
- Обри Ричардс као Луције Виселије Варон
- Рој Персел као Публије Вителије Млађи
- Џонатан Берн као Паул Фабије Максим
- Езмонд Најт као Домит
- Џон Лоримор као Гнеј Корнелије Лентул Гетулик
- Брус Пурчејз као Гај Сабин
- Џејмс Фејган као Аспренат и Јулијин љубавник
- Џефри Хинслиф као Руфрије Полион
- Џорџ Литл као Торције
- Нил Арден као Цестије
- Сали Бејзли као Попеја
- Џен Кери као Дијана
- Питер Вилијамс као Гај Силије Цецина
- Ен Дајсон као Брисеида
- Џорџ Правда као Гершом
- Стјуарт Вилсон као Гај Силије
- Шарлот Хауард као Сцила
- Менинг Вилсон као Гај Вибије Марс
- Џорџ Инес као Квинт Јуст
- Линал Хафт као Луције Лузије Гета
- Кејт Ленсбери као Апиката
- Роџер Бизли као Аул Плауције и сенатор

## Епизоде
| Бр. еп. | Наслов                      | Премијера           |
| --- | --------------------------- | ------------------- |
| 1 | Додир убиства               | 20. септембар 1976. |
| Рим, 54. година нове ере. Свестан да ће ускоро бити убијен, римски цар Клаудије почиње да пише тајну историју своје породице, планирајући да буде откривена дуго након његове смрти. Своју причу започиње седамдесет година раније, 24. године пре нове ере, када новоуспостављени цар Август почиње да фаворизује свог сестрића и зета Марцела у односу на свог старог пријатеља и савезника Агрипу. Након што је Марцел увредио Агрипу на гозби у част победе у бици код Акцијума, Агрипа напушта Рим у знак протеста. Августова жена Ливија жели да њен син Тиберије постане Августов наследник, па потајно трује Марцела, који на крају умире. Август затим враћа Агрипу у Рим. Да би учврстио њихово обновљено пријатељство, Август даје своју ћерку Јулију, Марцелову удовицу, Агрипи за жену, што разбесни Ливију, која је желела да Јулија постане Тиберијева супруга како би осигурала његов статус Августовог наследника. |                             |                     |
| 2 | Породичне интриге           | 20. септембар 1976. |
| Рим, 9–8. година пре нове ере. Прошло је девет година. Агрипа је мртав, а Тиберије је приморан да се ожени Јулијом, након што се развео од своје супруге Випсаније Агрипине. И даље дубоко заљубљен, он наставља да се тајно састаје са Випсанијом, што разјарује Августа, али Ливија га брани тврдећи да ју је Тиберије обавестио о тим сусретима. Тиберије налази утеху у присуству свог брата Друза, који се посвађа са Ливијом пре него што оде у војни поход. Друз пише Тиберију, молећи га за помоћ у убеђивању Августа да се повуче и врати Риму републиканско уређење. Међутим, писмо пресрећу и читају Ливија и Август. Август одбацује писмо као младалачку несмотреност, али је Ливија видно узнемирена. Друз пада с коња и ломи ногу, а његово стање се погоршава под надзором Ливијиног личног лекара. Умире у присуству своје супруге Антоније и њиховог тек рођеног сина Клаудија, остављајући Тиберија сломљеног срца. Годину дана касније, пијана Јулија провоцира Тиберија изругивањима о Випсанији, због чега је он удари по лицу, што доводи до његовог протеривања из Рима. Август се радује што ће поделити власт са својим унуцима Луцијем и Гајем када достигну зрелост, али Ливија већ планира свој следећи потез. |                             |                     |
| 3 | Чекајући свој тренутак      | 27. септембар 1976. |
| Рим, 3–5. година нове ере. Гај је преминуо, а Тиберије је протеран на Родос због лошег поступања према Јулији, која се у његовом одсуству препушта низу хедонистичких афера и оргија. Једног дана у врту, млади Клаудије хвата младунче вука које је испало из орлових канџи, што наводи пророка да предвиди да ће он заштитити Рим у часу потребе. Ливијине интриге се настављају: знајући за узајамну привлачност између Клаудијеве сестре Ливиле и Јулијиног сина Постума, она их веридбом спаја с другим партнерима. Уз то, придобија Луцијевог пријатеља Плаутија да шпијунира Јулију и преваром натера Луција да открије Јулијине прељубе. Ожалошћени Август протерује Јулију из Рима. Смрт Луција у несрећи са чамцем (наговештава се да ју је организовала Ливија преко Плаутија) доводи до окончања Тиберијевог егзила. Тиберије се враћа у Рим и заједно са Јулијиним преживелим сином Постумом проглашен је савладаром и наследником Августовог престола. |                             |                     |
| 4 | Шта да радимо са Клаудијем? | 4. октобар 1976.    |
| Рим, 9. година нове ере. Три римске легије су масакриране у Германији у бици у Теутобуршкој шуми. Тиберије и Германик су послати да освете тај пораз. Док Клаудије у библиотеци истражује историју своје породице, историчар Полион му саветује да наглашава своје слабости како би у породици био виђен као безопасна будала, и самим тим како никоме не би деловао као претња. Август је одлучио да Постум буде његов наследник на престолу, али Ливија то чује. Она каже Ливили да зна за њену везу са Постумом и да је потребан један владар како би се избегли грађански ратови изазвани оспореним наслеђем. Уз Ливилино саучесништво, Постум је окривљен за силовање. Постум говори Августу да је Ливија убила све који су били препрека Тиберију да наследи престо, али му овај не верује. Пре него што буде протеран, Постум каже Клаудију своје (тачне) сумње о свим људима које је Ливија убила и такође саветује Клаудија да настави да наглашава своје мане. Епизода се завршава Клаудијевим браком са Плауцијом Ургуланилом, која је толико виша од њега да његова породица на венчању пада у хистеричан, подругљив смех. |                             |                     |
| 5 | Отров је краљица            | 11. октобар 1976.   |
| Рим, 13–14. година нове ере. Германик је поразио Германе и тријумфално се враћа у Рим. Клаудије му преноси Постумове сумње, а Германик те информације прослеђује Августу. Током путовања на Корзику, Август посећује Постума и, пошто је схватио да је Постум невин, обећава му помиловање. Август се приватно захваљује Клаудију на томе што му је „отворио очи” и обавештава га да је већ изменио тестамент у корист Постума. Ливија, увек сумњичава, обмањује једну весталску девицу како би јој омогућила да прегледа измењени тестамент. Убрзо након тога, Август се разбољева. Опоравља се када почне да једе само храну коју је сам узгајао и убрао, али опоравак је кратког века, јер се након Августове смрти открива да је Ливија отровала његове смокве док су још сазревале на грани. Преторијански официр, Сејан, добија задатак да убије Постума, а Тиберије се припрема да преузме власт као цар, наследивши две трећине Августове имовине, док Ливија узима преосталу трећину. |                             |                     |
| 6 | Нека правда                 | 18. октобар 1976.   |
| Рим, 19–20. година нове ере. Тиберије, уз помоћ Сејана, влада чврстом руком. Једини који спречава потпуну тиранију је Германик, али када он умре у Сирији под неразјашњеним околностима, шире се гласине да је Тиберије умешан. Германикова жена Агрипина оптужује Пизона, гувернера Сирије, и његову жену Планцину за убиство и издају. На Клаудијев предлог, њима је суђено у Сенату како би се избегле закулисне манипулације судовима од стране Тиберијевих агената. Мартину, тровачицу, Ирод Агрипа и Клаудије држали су на тајној локацији пре суђења, али су је пронашли Ливијини агенти. Она открива Ливији да је сам Германиков син, Калигула, помогао у његовој смрти, уверивши га да је проклет. Пизон уцењује Ливију и Тиберија доказима који показују да су одобрили Германиково убиство. Ливија узвраћа претњом Планцини да ће Мартина бити сведок на суђењу, али овај инцидент изазива трајни раскол у њеном односу с Тиберијем. Планцина покушава да убеди Пизона да изврши самоубиство, знајући да ће тако она бити поштеђена. Када Пизон промени одлуку, Планцина га убија ножем, чиме окончава суђење, а Агрипина и њени савезници морају да буду задовољни тиме што је барем задовољена „нека правда”. Калигула, након што га Антонија казни јер га је затекла голог у кревету са својом сестром Друзилом, у знак одмазде подмеће пожар у породичној кући, спаливши је до темеља.                         |                             |                     |
| 7 | Краљица небеса              | 25. октобар 1976.   |
| Рим, 23–29. година нове ере. Клаудије је позван на вечеру код домаћице Лолије, која неочекивано признаје да је била приморана да се проституише цару Тиберију, након чега се убија ножем. Тиберије сада живи искључиво за своје изопачене настраности, у којима му се Калигула са задовољством придружује. Сејан практично влада царством, надзирући непрекидне процесе за издају угледних грађана и заплену њихове имовине у корист круне. У тајној је вези са Ливилом, која га толико обожава да отрује свог мужа, Тиберијевог сина Кастора, како би могла да се уда за Сејана. Сејан манипулише Клаудијем да се ожени његовом усвојеном сестром Елијом, након што му открије да је Ургуланила остала трудна са другим мушкарцем. Неочекивано, Клаудије добија позив да вечера са својом сада већ остарелом бабом Ливијом, која са њим није разговарала годинама. Очекујући сопствену смрт, Ливија открива Клаудију да необјављено пророчанство Сибила каже да ће и он и Калигула једног дана постати цареви. Тражи од обојице да обећају да ће је прогласити богињом, како би избегла вечне паклене муке за своја бројна злодела. Клаудије пристаје под условом да му Ливија открије све своје злочине, што она и чини. На самрти је посећује Калигула, који повлачи своје обећање и открива да планира да постане највећи бог ког је свет икада видео. Клаудије, међутим, потврђује своје обећање, и Ливија умире у миру. |                             |                     |
| 8 | Владавина терора            | 1. новембар 1976.   |
| Рим, 30–31. година нове ере. Тиберије се повукао на Капри. Сејан учвршћује своју власт у Риму организовањем прогонства Агрипине и њеног најстаријег сина Нерона, док другог сина, Друза, хапси и оставља да умре од глади. Сејан се развео од своје жене и обраћа се Тиберију са предлогом да се ожени Ливилом. Тиберије то одбија, јер би такав брак значио да би Сејан добио виши чин, али му предлаже да се ожени Ливилином ћерком Хеленом. Разјарена Ливила покушава да отрује Хелену. Антонија открива писма своје ћерке упућена Сејану, у којима их обоје инкриминише за неколико убистава и позива Сејана да убије Тиберија. Клаудије кришом шаље доказе Тиберију. По Калигулином савету, Тиберије наређује Макрону, официру гарде, да изврши погубљење Сејана, његових следбеника и породице. Клаудије једва избегава смрт тако што се разводи од своје жене. Антонија закључава Ливилу у њену собу и седи испред врата све док Ливила не умре од глади. Одушевљен Калигулином изопаченошћу, Тиберије га именује за свог наследника. |                             |                     |
| 9 | Зевсе, тако ми Јупитера!    | 8. новембар 1976.   |
| Рим, 37–38. година нове ере. Након што је доживео мождани удар, Тиберија је угушио Макрон уз сагласност Калигуле, остављајући Калигулу и Тиберијевог унука Гемела као заједничке наследнике. Клаудијев пријатељ Ирод Агрипа вратио се у Рим у време проглашења Калигуле за цара. Калигула бира Клаудија за свог ко-конзула, упркос Клаудијевим приговорима. Калигула показује знаке менталне нестабилности и пада у кому. По буђењу, изјављује да је постао бог Зевс. Клаудије му повлађује, надајући се да ће Калигула објавити своје божанство Сенату и бити свргнут, чиме би се обновила Република. Уместо тога, Сенат прихвата Калигулине тврдње о божанству. Калигула постаје све насилнији; сенатор који је током Калигулине коме рекао Макрону да би дао свој живот ако би Калигула преживео, присиљен је да изврши самоубиство. Калигула такође убија Гемела, уклања Клаудија са положаја конзула и проглашава своју сестру Друзилу својом женом и богињом Хером. Згрожена дубинама изопачености своје породице и Рима, Антонија извршава самоубиство, остављајући Клаудија очајног. Плашећи се да ће његово дете постати славније од њега, Калигула покушава да рекреира рођење Атине; као што је Зевс наводно урадио са Метидом, Калигула вади своје нерођено дете из сестриног стомака и једе га. |                             |                     |
| 10 | Живео ко?                   | 15. новембар 1976.  |
| Рим, 40–41. година нове ере. Клаудије живи са бившом проститутком Калпурнијом у скромним условима. Калигула је претворио царску палату у бордел у коме продаје жене високих чланова Сената најбољем понуђачу током сексуалних оргија и приморава Клаудија да наплаћује улаз на вратима. Из шале организује да се Клаудије ожени много млађом, изузетно лепом Месалином. Потпуно полудео, Калигула проглашава свог коња Инцитата сенатором и води своје легије у поход на Германију да угуши наводну побуну, а затим до Ламанша, где покушава да ратује са Нептуном, доносећи назад шкољке као плен. По повратку у Рим, одлучује да погуби цео Сенат јер му нису доделили тријумф за његову „победу”, али га његова жена Цезонија и Клаудије одговарају од тога. Касије Хереја, водећи официр Преторијанске гарде кога цар стално исмева, смишља план са неколицином завереника да убију Калигулу. Нападају га током игара у част Августа, намамљујући га далеко од његових германских стражара и убијају га. Касије затим убија Калигулину жену Цезонију и њихову малолетну ћерку Јулију Друзилу, у покушају да у потпуности уништи царску породицу. Док изненада обезглављена Преторијанска гарда пљачка палату, наилазе на Клаудија, који се крио иза завесе, и проглашавају га царем, упркос његовим протестима. |                             |                     |
| 11 | Срећа лудака                | 22. новембар 1976.  |
| Рим, 41–43. година нове ере. Вође Преторијанске гарде и Ирод убеђују Клаудија да прихвати царску круну, јер би алтернатива значила смрт његове породице и грађански рат. Клаудије потом убеђује Сенат да га прогласи за цара. У свом првом чину осуђује Касија за убиство Цезоније, али помилује остале заверенике. Ливија је коначно проглашена за божанство. Након што је родила Клаудију децу, Месалина га убеђује да с њом подели терет власти. Пошто ће Ирод ускоро отићи да преузме контролу над источним земљама које му је Клаудије доделио, Месалина предлаже да се сенатор Апије Силан доведе како би помогао њеном мужу. Касније се њена мајка Домиција удаје за Силана. Пре него што оде, Ирод упозорава Клаудија да, као цар, не сме веровати никоме – ни својим саветницима, ни својој жени, па чак ни њему самом. Месалина покушава да заведе Силана и говори му да Клаудије то одобрава, представљајући га као једнако поквареног као и његове претходнике. Силан затим покушава да убије Клаудија у нади да ће окончати линију развратних владара. Месалина, уз помоћ своје мајке, убеђује Клаудија у своју невиност, а Силан бива погубљен. |                             |                     |
| 12 | Бог у Колчестеру            | 29. новембар 1976.  |
| Рим, 47–48. година нове ере. Клаудије предводи своје трупе у освајању Британије. Месалинине сексуалне ексцесе доводе до тога да она изазове познату проститутку Сцилу на надметање која од њих може у једној вечери спавати са више мушкараца; Месалина лако побеђује. Клаудије се враћа у тријумфу, али је сломљен када сазнаје да је Ирод организовао побуну у источним провинцијама против његове власти. Ирод верује да је јеврејски месија, али умире пре него што успе да спроведе своје планове, молећи Клаудија за опроштај. Месалина узима Гаја Силија за љубавника. Њих двоје се разводе се од својих брачних партнера и венчавају, мислећи да ће их Рим подржати и прогласити владарима. Приморани да делују, Клаудијеве слуге Палас и Нарцис ангажују Калпурнију да цару каже истину. Клаудије им верује, а завереници бивају ухапшени и погубљени. Док Клаудије тугује због чињенице да су сви које је волео мртви, сазнаје да су Брити њему посветили храм у Колчестеру, прогласивши га богом. |                             |                     |
| 13 | Стари краљ пањ              | 6. децембар 1976.   |
| Рим, 54. година нове ере. Клаудијева доброћудна владавина Римом доводи до тога да га народ прихвати као цара, али он одлучује да Рим мора да се окрене против своје владајуће породице, да је свргне и обнови Републику. Да би то постигао, оженио је своју нећаку Агрипинилу и усвојио њеног сина Нерона, чинећи га заједничким наследником са својим сином Британиком. Због сибилског пророчанства које му је раније открила Ливија, Клаудије зна да ће Нерон постати следећи владар Рима, али и даље покушава да заштити Британика тако што ће га послати у Британију, како би касније, када Нерон умре, преузео власт. Међутим, Британик не верује у Републику и захтева да му се дозволи да се надмеће са Нероном. Клаудије, знајући шта ће се десити, мора да остави свог сина да се суочи са својом судбином. Спреман за свој крај, Клаудије добровољно једе отроване печурке са виљушке своје жене и умире. Тражећи Клаудијев тестамент, Агрипинила и Нерон налазе његову аутобиографију и спаљују је. На својој самртној постељи, Клаудије и Сибила, знајући да ће Британик, Агрипинила и Нерон на крају насилно умрети, смеју се чињеници да је он закопао копију своје књиге која ће бити пронађена касније. Клаудије сазнаје да ће, иако Република неће бити обновљена, Нерон бити последњи владар из његове династије, као и да већина царева који уследе након њега неће бити толико лоши.                      |                             |                     |